# Південно-західний природний парк
Південно-західний природний парк (англ. National Botanic Garden of Namibia, або англ. South West Nature Reserve, нім. Südwest-Naturreservat) — ботанічний сад у Віндгуку — столиці Намібії. Заснований у 1969 році.

## Розташування
Сад знаходиться у межах міста Віндгук у його східній частині при Національному ботанічному дослідному центрі (англ. National Botanic Research Institute) за адресою: вулиця Orban, будинок 8. Це єдиний ботанічний сад країни. Розташований на висоті 1200 метрів над рівнем моря.

## Історія
Спорудження інфраструктур саду розпочали в 1970 році — були прокладені прогулянкові стежки, підведена каналізація і водні комунікації, але через брак фінансування роботи були припинені. В 1990 році, коли Національний Ботанічний Науково-дослідний інститут розташували у будівлі неподалік, роботи були продовжені. Основне фінансування здійснюється міністерством туризму і навколишнього середовища і міністерством сільського господарства тай Ботанічним товариством Намібії (англ. Botanical Society of Namibia).

## Опис
Основне завдання — збереження і вивчення рослинного світу країни. Крім того, частина парку відведена під пікніки. Велика частина парку не була облаштована спеціально з тією метою, щоб відвідувачі могли ознайомитися з тим, як ростуть рослини у природному середовищі.
Площа Національного ботанічного саду Намібії складає 12 га. Сад відкритий для вільного відвідування з понеділка по п'ятницю з 8:00 до 17:00 з перервою з 13:00 до 14:00 і кожну першу суботу місяця з 8:00 до 11:00.
99% колекції саду складають природні рослини Намібії, всього 12 видів, в основному — Acacia, Aristida, Stipagrostis, Eragrostis і Aloe, в тому числі Aloe littoralis — символ Віндгука. На самому вході в сад знаходиться Будинок пустельних рослин (англ. Desert House), де представлена типова для пустелі Наміб флора.
Крім рослин в саду мешкає безліч дрібних ссавців і рептилій, птахів і комах Намібії.